# Monochelus vittiger
Monochelus vittiger är en skalbaggsart som beskrevs av Blanchard 1850. Monochelus vittiger ingår i släktet Monochelus och familjen Melolonthidae. Inga underarter finns listade i Catalogue of Life.